# Charles Philippe Aubry
Pour les articles homonymes, voir Aubry.
Charles Philippe Aubry, mort en mer le 4 février 1770, est un militaire et gouverneur colonial français du XVIIIe siècle. Il est le dernier gouverneur français de la Louisiane française (1765-1766), et le second (1768-1769), après Antonio de Ulloa, durant la période espagnole de la ville (1766-1803).

## Biographie
Fils de Jacques Charles Aubry (décédé en 1739), avocat au Parlement de Paris, et de Catherine de Boissy.
Charles Philippe Aubry fut un officier de l'armée française. En 1742, il était sous-lieutenant du régiment d'infanterie de Lyon, puis de la compagnie des grenadiers français. Il est promu lieutenant en 1743. Il participa à plusieurs batailles lors de conflits en Europe centrale.
En 1750, il devient capitaine des troupes coloniales en Louisiane française.
Durant la guerre de Sept Ans, il dirige plusieurs attaques contre les Britanniques et défend avec succès Fort Duquesne. En 1758, il est commandant des troupes coloniales à la bataille de Fort Ligonier. 
En 1759, il est fait prisonnier par les Britanniques après la défaite française à la bataille de La Belle-Famille lors de la défense de fort Niagara. Les Anglais le conduisent à New York. Quelques mois plus tard, il est libéré et renvoyé en France où le roi le décore de l'ordre royal et militaire de Saint-Louis.
En octobre 1763, il retourne en Louisiane française. Il participe avec le gouverneur Jean-Jacques Blaise d’Abbadie au transfert des territoires français de la Louisiane situés à l'Est du fleuve Mississippi aux Anglais.
En février 1765, il remplace d'Abbadie, qui vient de mourir, comme dernier gouverneur français de la Louisiane avant l'arrivée du nouvel occupant espagnol. Charles Philippe Aubry accueille cordialement le nouveau gouverneur espagnol Antonio de Ulloa.
Lors de la rébellion de La Nouvelle-Orléans en 1768, Aubry tente de jouer sur les deux tableaux. Assis entre deux chaises, il essaie de plaire à la fois à la nouvelle autorité espagnole et à la population franco-louisianaise hostile aux Espagnols. Antonio de Ulloa ayant dû fuir la Nouvelle-Orléans pour l'Espagne, Aubry se voit contraint d'assumer l'intérim gouvernemental comme gouverneur français pour une puissance étrangère. 
En 1769, l'Espagne envoie un nouveau gouverneur, Alejandro O'Reilly qui reprend le commandement de la Louisiane. 
Le 4 février 1770, de retour en France, son navire, le Père de famille,  chavire lors d'une tempête près des côtes françaises. Il n'y aura aucun survivant et Aubry disparaîtra en mer lors de ce naufrage.